# Dzikie pszczoły (serial telewizyjny)
Dzikie pszczoły (ngr. Άγριες Μέλισσες) – grecki kostiumowy serial obyczajowy, emitowany od 29 września 2019 na kanale greckiej telewizji ANT1. W Polsce serial zadebiutował 28 czerwca 2021 na antenie TVP1, gdzie był emitowany do 3 września 2021. Począwszy od 6 września 2021 emisja była kontynuowana na antenie TVP Kobieta, gdzie 19 stycznia 2023 r. nadano finałowy odcinek serialu.
Akcja wielowątkowej opowieści toczy się w roku 1958 w fikcyjnej wsi Diafani, położonej w Tesalii, niedaleko Larisy. Na tle skrycie dokonanej zbrodni i niejasnych, powikłanych powiązań rodzinnych serial ukazuje charakterystyczne cechy moralności, wiejskiego folkloru i obyczajowości Greków w tamtym okresie, z reperkusjami okresu wojny i okupacji.

## Zalążek fabuły
Po śmierci ojca trzy córki Stamirisa muszą zmierzyć się z Dukasem, niezwykle wpływowym i najbogatszym człowiekiem we wsi Diafani, który dla spekulacji chce pozyskać ich ziemię. Według planu jego syn Sergios ma poślubić najstarszą z sióstr – Eleni, by przejąć rodzinne pole w posagu. Mimo początkowego oporu kobieta zgadza się na ten związek, jednakże tuż po ślubie dochodzi do niespodziewanej tragedii. Wydarzenie to zmieni wiele nie tylko w życiu sióstr, lecz także całej społeczności wioski. W miarę rozwoju i komplikowania się akcji stopniowo wychodzą na jaw nie tylko prawdziwe charaktery mieszkańców i ich grzechy, ale też rodzinne sekrety i kłamstwa.

## Obsada
- Maria Kitsou – Eleni Stamiri
- Elli Triggou – Asimina Stamiri
- Danai Michalaki – Droso Stamiri
- Leonidas Kakouris – Dukas Sevastos
- Katerina Didaskalou – Myrsini, jego żona
- Katia Dandoulaki – Anneta (Anet) Russo [Rousseau], jego siostra
- Giorgos Gallos – Militiades Sevastos, jego brat
- Dimitris Gotsopoulos – Lambros Sevastos, syn Militiadisa, nauczyciel
- Giannis Koukourakis – Konstantis Sevastos, starszy syn Dukasa
- Anastasis Roilos – Nikiforos Sevastos, najmłodszy syn Dukasa
- Giorgos Gerontidakis – Meletis, zarządca i zausznik Dukasa
- Giannis Stankoglou – Tomas Kypraios, przybysz
- Maria Petevi – Pinelopi, córka Dukasa
- Christina Cheila-Fameli – Teodozja, żona Lambrosa
- Christos Plainis – Periklis Tollias, burmistrz
- Danai Loukaki – Pagona, jego żona
- Paulos Orkopoulos – Nestoras Fanariotis, emerytowany generał
- Giorgos Soukses – sierżant Vasilis Prusalis, miejscowy policjant
- Theofania Papatoma – Violeta Kalaidzidu, właścicielka kafenionu
- Amalia Kavali – Urania Stamuli, właścicielka pracowni krawieckiej
- Eleni Karakasi – pani Rizo, właścicielka sklepu, swatka i znachorka
- Giorgos Iliopoulos – Prokopis, właściciel zakładu fryzjerskiego
- Kostis Savvidakis – Papa Grigoris, miejscowy pop
- Vangelis Aleksandris – muzyk Kyriakos, mąż Uranii
- Maria Antoulinaki – Agorica, gospodyni w domu Dukasów
- Aleksandros Kalpakidis – Panajotis, pracownik kafenionu
- Konstantinos Danika – Fanuris, robotnik rolny u Eleni
- Stamatis Koulabas – Kleomenis Psatas, krewny Myrsini i mąż jej córki

## Przegląd serii
| Seria | Liczba odcinków | Liczba odcinków | Premierowa emisja (ANT1) | Premierowa emisja (ANT1) | Premierowa emisja (TVP1 / TVP Kobieta) | Premierowa emisja (TVP1 / TVP Kobieta) |
| Seria | Grecja          | Polska          | Premiera                 | Finał                    | Premiera                               | Finał                                  |
| ----- | --------------- | --------------- | ------------------------ | ------------------------ | -------------------------------------- | -------------------------------------- |
| 1     | 1–125 (125)     | 1–125 (125)     | 29 września 2019         | 16 lipca 2020            | 28 czerwca 2021                        | 27 grudnia 2021                        |
| 2     | 126–276 (151)   | 126–276 (151)   | 14 września 2020         | 3 czerwca 2021           | 28 grudnia 2021                        | 26 lipca 2022                          |
| 3     | 277–420 (144)   | 277–422 (146)   | 27 września 2021         | 7 lipca 2022             | 27 lipca 2022                          | 19 stycznia 2023                       |